# Anne Wojcicki
Anne E. Wojcicki (/woʊˈdʒɪtski/; 28 de julio de 1973) es una bióloga estadounidense, cofundadora y exejecutiva en jefe de la compañía de genómica personal 23andMe.

## Biografía
Anne Wojcicki, la más joven de tres hermanas, nació en San Mateo (California). Es hija de Esther Wojcicki, educadora, y Stanley Wojcicki, profesor emérito de física en la Universidad de Stanford. Sus hermanas son Susan Wojcicki, CEO de Youtube y Janet Wojcicki, antropóloga y epidemióloga de la UCSF.
Wojcicki creció en el campus de la Universidad de Stanford. Acudió al instituto Gunn en Palo Alto, donde fue editora de la revista escolar Oráculo. Más tarde estudió en la Universidad de Yale. Graduada con un B.S. en biología en 1996, trabajó en el Instituto Nacional de Salud de los Estados Unidos, en el National Institutes of Health y en la Universidad de California San Diego (UCSD).
Anne Wojcicki se casó con Serguéi Brin, cofundador de Google, en mayo de 2007. Tiene un hijo, Benji Wojin, nacido en diciembre de 2008, y una hija, Chloe Wojin, nacida a finales de 2011. La pareja se separó en mayo de 2015, tras meses de rumores.

## Carrera
Después de graduarse, Anne Wojcicki comenzó como consultora de Passport Capital, un fondo de inversión de capital riesgo con sede en San Francisco. Más tarde trabajó para Investor AB.
Desilusionada por la cultura de Wall Street, dejó la compañía en 2000 y se acercó al mundo de la genómica y la biotecnología. Así, decide centrarse en mejorar la búsqueda del genoma humano e ingresa, tras superar el MCAT en una facultad de Medicina.
En 2006, cofundó 23andMe junto a Linda Avey, una empresa de genómica personal privada y biotecnología ubicada en Vew Mountain (California) que proporciona test genéticos rápidos. El nombre de la compañía surge de los 23 pares de cromosomas existentes en una célula humana normal. Sus trabajos en pos del genoma personal fueron destacados como 'Invención del Año' por la revista Time en 2008. En octubre de 2013, The Fast Company premió a Wojcicki como "La más osada CEO".